# Vodochody (Straškov-Vodochody)
Vodochody je jižní část obce Straškov-Vodochody v okrese Litoměřice. V roce 2009 zde bylo evidováno 147 adres. V roce 2011 zde trvale žilo 447 obyvatel.
Vodochody je také název katastrálního území o rozloze 4,15 km2.

## Historie
Není jisté, zdali je název Vodochody původní, ale vyskytuje se již v 10. století, z té doby totiž pochází první písemná zmínka o obci Vodochody, kdy v roce 999 český kníže Boleslav II. daroval právě založenému Ostrovskému klášteru rozsáhlou krajinu s vesnicemi, lesy i lidem. Mezi několika jmenovanými obcemi byly jmenovány i Vodochody. Tento dar potvrdil i jeho syn Boleslav III. Ve 12. a 14. století patřily Vodochody panství biskupa pražského. V roce 1294 je koupil biskup Tobiáš a přiřadil je k Roudnici. Stejně jako obce v okolí byly i Vodochody rozděleny na více částí, patřících různým vrchnostem. Ve 13. století připomínají se vladykové z Vodochod. Začátkem 14. století byl majitelem Jakub ze Žižic s vladyky na Straškově. Ten měl tři syny a jednu dceru, jimž majetek odkázal. Synové se jmenovali: Jan z Ledčic, Nácek ze Straškova a Ješek z Vražkova. Dcera měla za manžela Hostíka z Vodochod, komorníka pražského biskupa Jana IV. Kolem roku 1570 byl majitelem Jaroslav Berkovský z Benze a na Vodochodech. V roce 1577 patřily Vodochody Vilému z Rožmberka, jako součást panství roudnického.
V roce 1619 si občané z Vodochod stěžovali, že je hejtman sužuje kvůli náboženství, což prý je zcela zřejmě proti Majestátu Rudolfa (vydanému 1609). Občané z Vodochod byli náboženství českobratrského. V téže době patřila část Vodochod Alžbětě Zapské ze Šlivic. Roku 1619 je koupil Bohuchval Valkoun z Adlaru, protože Alžbeta Zapská byla zapletena ve vzpouře proti Ferdinandu II., Valkoun z Adlaru prodal Vodochody klášteru Máří Magdaleny na Újezdě a ten je postoupil Václavu Eugenovi z Lobkovic.
V roce 1834 byl rychtářem ve Vodochodech Jan Krejza. Z toho roku zachovala se jména sousedů: Ant. Procházka, Matej Jiránek, František Vykuka, Václav Pšenicka, Václav Materna. Z Vodochod chodily děti do Straškova do školy, která byla vystavena roku 1865; předtím docházely do Račiněvsi, kde byla pošta pro Vodochody.

### Pověsti
Ve Vodochodech pramení potok Čepel, jehož hlavní pramen je v severovýchodním cípu obce, kde tvoří velkou vyzděnou studánku. Pověst vypráví, že v studánce na prameni je mohutný balvan. Kdyby se kámen nějakým způsobem uvolnil, vyvalilo by se tolik vody, že by zaplavila celou krajinu. Obyvatelé tvrdí, že za starších dob hrnuly se obcí v době dešťů nebo tání spousty vod. A od tohoto prý má obec své jméno – voda chodí – Vodochody. Těžko se dá tento výklad uhájiti, jisto však je, že jméno jest od slova „voda“ utvořeno.

## Obyvatelstvo
|                                                                             | 1869 | 1880 | 1890 | 1900 | 1910 | 1921 | 1930 | 1950 | 1961 | 1970 | 1980 | 1991 | 2001 | 2011 |
| --------------------------------------------------------------------------- | ---- | ---- | ---- | ---- | ---- | ---- | ---- | ---- | ---- | ---- | ---- | ---- | ---- | ---- |
| Obyvatelé                                                                   | 377  | 368  | 402  | 376  | 390  | 451  | 452  | 376  | 371  | 347  | 388  | 370  | 341  | 447  |
| Domy                                                                        | 59   | 60   | 66   | 69   | 73   | 86   | 106  | 107  | .    | 99   | 107  | 133  | 139  | 144  |
| Počet domů z roku 1961 je zahrnut v domech místní části Straškov-Vodochody. |      |      |      |      |      |      |      |      |      |      |      |      |      |      |

## Významné osobnosti
Ve Vodochodech se 28. listopadu 1911 narodil Václav Renč, český básník, dramatik a překladatel, který byl představitelem katolického ruralismu.